# قشبيات
القشبيات (الاسم العلمي: Kerriidae)، فصيلة من الحشرات القشرية، تُعرف باسم الحشرات الصمغية أو القشريات الصمغية. تُربى بعض أعضاء أجناس Metatachardia و Tachardiella و Austrotacharidia و Afrotachardina و Tachardina و Kerria لأغراض تجارية، على الرغم من أن النوع المُربى الأكثر شيوعًا هي قشبية لاكا (Kerria lacca). تفرز هذه الحشرات راتينجًا شمعيًا يُحصد ويحول تجاريًا إلى لاك وشيلاك، ويستخدم في مختلف الأصباغ، ومستحضرات التجميل، ولطلاء الخشب، وفي مواد التلميع.
الأنواع:
- كيريا لاكا – true lac scale
- Paratachardina decorella – rosette lac scale
- Paratachardina pseudolobata – lobate lac scale